# Pseudalosterna millesima
Pseudalosterna millesima là một loài bọ cánh cứng trong họ Cerambycidae.